# 역상이원

서로 교차하지 않는 두 원의 역상이원

서로 교차하는 두 원의 역상이원

합동인 두 원의 경우

반전기하학에서 두 원 α와 β의 역상이원(Circle of antisimilitude) 또는 중심원(mid-circle)이란 원 α와 β가 서로 반전이 되게 하는 기준원을 의미한다. 원 α와 β이 서로 교차하지 않거나 한 점에 접하면 하나의 역상이원이 존재하며, 두 원이 서로 만나 두 점에서 교차하는 경우 두 개의 역상이원이 존재한다. 두 원이 서로 합동이라면 역상이원은 원 α와 β가 서로 반사 대칭을 이루게 만드는 한 선으로 퇴화한다.

## 성질
두 원 α와 β가 서로 교차하며, 또 다른 두 원 γ와 δ가 서로 각각 원 α와 β에 접하며 여기에 두 원 γ와 δ가 서로 접하면 두 원 γ와 δ의 접점은 반드시 두 원 α와 β의 두 역상이원 중 한 원 위의 점에 존재한다. 두 원 α와 β이 서로 만나지 않으며 동심원을 이루지도 않는다면 원 γ와 δ의 접점은 반드시 어떠한 두 원 위에 있긴 하지만 이 두 원 중 하나만이 원 α와 β의 한 역상이원이다. 원 α와 β가 한 점에 접하거나 동심원을 이룬다면 원 γ와 δ의 접점은 다시 하나의 원궤적을 그리게 되며 이는 원 α와 β의 한 역상이원이다.
만약 두 원 α와 β가 서로 교차하면 두 원의 역상이원 두 개 또한 서로 교차하며 이는 원 α와 β가 교차할 때 이루는 호의 각을 이등분한다.
원 γ가 두 원 α와 β를 동일한 각도에서 교차하게 된다면, 원 γ는 원 α와 β의 역상이원 중 하나와 반드시 직교한다. 또한 원 γ가 두 원 α와 β를 보각을 이루며 교차한다면 다른 역상이원과 직교하며, 원 γ가 두 원 α와 β과 직교하며 교차한다면 두 역상이원 모두와 직교하게 된다.

## 세 개 원의 경우
세 원 α, β, γ에 대해서 두 원 α와 β의 역상이원은 β와 γ의 역상이원을 교차한다고 가정하자. 그럼 α와 γ의 역상이원을 그리면 세 개의 역상이원은 서로 교차를 하며 두 개의 삼중점이 생긴다. 이런 식으로 처음 두 원을 선택하거나 두 원이 교차하는 두 점을 고르는 두 가지 방법을 통해 모든 역상이원을 그리면 최대 8개의 삼중점을 만들 수 있다. 이 삼중점들은 세 원 α, β, γ를 모두 동일하게 만드는 반전원의 중심에 해당한다.

## 같이 보기
- 반전기하학
- 극한점 (기하학)
- 근축